# Chromodoris quadricolor
Chromodoris quadricolor is een zeenaaktslak die behoort tot de familie van de Chromodorididae.

## Kenmerken
Dit platte, dier wordt ook wel de pyjamaslak genoemd, omwille van het gestreepte lichaam. De kieuwen en rinoforen zijn opvallend rood gekleurd en zien eruit als een bloem. De felle kleuren van het weekdiertje zijn enerzijds een camouflage tussen het gekleurde koraal. Maar anderzijds ook een kleur die roofdieren afschrikt

## Verspreiding en leefgebied
Deze slak leeft in het westen van de Indische Oceaan.